# Антонио I дела Скала
Антонио I дела Скала (на италиански: Antonio della Scala, * 1362 във Верона, † 3 септември 1388 в Равена) от род Скалигери е господар на Верона (1375–1387).

## Произход
Той е вторият незаконен син на Кансинорио дела Скала (1334–1375) и метресата му.

## Биография
След смъртта на баща си управлява Верона заедно с брат си Бартоломео II дела Скала. Убива брат си през 1381 г. и управлява сам до 1387 г. когато е изгонен от Джан Галеацо Висконти, херцог на Милано.
Живее до смъртта си в изгнание в Равена.

## Брак и потомство
Антонио I се жени 1378 г. за Самаритана да Полента († ок. 1393), дъщеря на Гуидо III Лучо ди Полента, сеньор на Равена, и на Лиза д'Есте. Те имат децата:
- Канфранческо дела Скала († след 1392)
- Полисена дела Скала, омъжена 1410 за граф Ланчилото Ангуисола
- Клеофа дела Скала, омъжена 1385 за Джанмастино Висконти (1370 – 1405), господар на Бергамо, син на Бернабо Висконти, господар на Милано
- Тадеа дела Скала